# سلالة مادوراي ناياك
 كان مادوراي ناياك من سلالة التيلغو  التي حكمت معظم ولاية تاميل نادو الواعة في الهند الحديثة، وعاصمتهم مادوراي. تمت الإشارة إلى عهد ناياك الذي استمر لأكثر من قرنين من حوالي 1529 إلى 1736 لإنجازاته في الفنون والإصلاحات الثقافية والإدارية، إلى جانب تنشيط المعابد التي سبق نهبها من قبل سلاطين دلهي، وافتتاح أسلوب معماري فريد.
تعود أصول مادوراي ناياك إلى عشائر المحاربين والتجار في باليجا بولاية أندرا براديش الحالية.  تألفت السلالة من 13 حاكماً، منهم 9 ملوكن و2 ملكات، و 2 ملكاً مشتركين. ومن أبرز هؤلاء الملوك والحكام الملك تيرومالا نياكا والملكة راني مانجامال. أقيمت التجارة الخارجية بشكل أساسي مع الهولنديين والبرتغاليين، حيث لم يكن البريطانيون والفرنسيون قد شقوا طريقهم إلى المنطقة بعد.

## تاريخ
في الأصل، كان ناكاساس من المحاربين - التجار باليجا المتحثين بالتيلغو، الذين بدأوا ككارتاكالس (عملاء) لإمبراطورية فيجاياناجار في المناطق الجنوبية مما أصبح تاميل نادو. كانت تلك المنطقة لفترة طويلة مقاطعة مضطربة بسبب بعدها عن فيجاياناغارا ولم يتم إخضاعها بالكامل إلا في أوائل القرن السادس عشر تحت فيرا ناراسيما. كان ناياكا الأول نانغاما، جنرالًا مشهورًا وقادرًا من كريشنادفاريا . أرسل نانغاما ناياكا بجيش كبير لإعادة بانديا نادو إلى السيطرة الإمبراطورية. على الرغم من أنه كان إداريًا مقتدرًا، إلا أنه كان حاكمًا صارمًا ورفض أي مزاعم بالسلطة من زعماء القبائل الصغار، مما جعله لا يحظى بشعبية. بالإضافة إلى ذلك، كان الضباط المتمرسون مثل نانغاما ناياكا يتضايقون تحت الرقابة الصارمة التي فرضها كريشنادفاريا عليهم. قرب نهاية عهد كريشنادفاريا، اندلعت الاضطرابات في الجنوب حيث ثار تشولا ناياكاس علنًا وفروا إلى ترافنكور، بينما بدأ نانغاما في تحدي الأنظمة المركزية في حين لا يزال يطالب بسلطة النائب. رداً على ذلك، أرسل الإمبراطور فيشواناثا ابن نانغاما بجيش كبير لاستعادة مادوراي. هزم فيسواناثا ناياكا والده وأرسله كسجين إلى كريشنادفاريا، الذي بدوره أصدر عفوا عن نانغاما ناياكا لخدمته القيمة. بعد هزيمة والده، عين كريشناديفارايا فيسواناثا حاكمًا لمادوراي ومقاطعات التاميل الأخرى في عام 1529، ليبدأ سلالة مادوراي ناياكا. 
تقول قصة أخرى أن سلالة بانديا كانت تتعرض للهجوم من قبل سلالة تشولا الحاكمة وناشدت كريشنادفاريا للمساعدة. ثم أرسل نانغاما ناياكا لإعادة الباندا إلى عرشهم الشرعي. هزم نانغاما عائلةتشولا، واستولى على العرش لنفسه وخلع ملك بانديان. لذلك أرسل كريشناديفارايا فيسواناثا ناياكا ابن نانغاما لهزيمته، وهو ما فعله. وهكذا تم جعله نياكا المنطقة. ومع ذلك، لا تحتوي هذه القصة على دليل كتابي يدعمها. 

### وصول إلى السلطة
لم يكن فيسواناثا ناياكا مستقلة في الأصل، ولكن تمت معاملته على أنه مجرد حاكم آخر أرسله الإمبراطور للسيطرة على المقاطعات. في الأصل كان يسيطر على تشولا نادو أيضًا، والتي كان يحكمها أمير تشولا إقطاعي، ولكن تم نقل هذا إلى ثانجافور ناياكاس. وفي عام 1544، ساعد فيسواناثا ناياكا جيش راما رايا في إخضاع ترافنكور، الذي كان يرفض دفع الجزية. 